# Forgiven
«Forgiven» es el cuarto sencillo europeo del álbum The Heart of Everything de la banda neerlandesa de Metal Sinfónico Within Temptation. Fue lanzado el 12 de septiembre de 2008.
A pesar de que, previamente, en una entrevista, Ruud, uno de los guitarristas de la banda, afirmó que seguramente "All I Need" sería el último sencillo del álbum The Heart Of Everything, este se lanzó para así promocionar su nuevo DVD Black Symphony; además de lanzarlo como sencillo del álbum propiamente.

## Canciones

### Sencillo Estándar[3]
1. "Forgiven" (versión sencillo)
2. "Forgiven" (álbum versión)

### Maxi sencillo[4][5]
1. "Forgiven" (versión sencillo)
2. "Forgiven" (álbum versión)
3. "The Howling" (Live, Beursgebouw Eindhoven 23-11-2007)
4. "Hand of Sorrow" (Live, Beursgebouw Eindhoven 23-11-2007)
5. "The Heart of Everything" (Live, Beursgebouw Eindhoven 23-11-2007)

## Video
El video es un montaje de varias escenas del concierto del DVD de Black Symphony.